# Belgium uralkodóinak listája
Az alábbi táblázat a Belga Királyság uralkodóinak sorát tartalmazza. Elsőként a belga szabadságharc után, 1831-ben foglalhatta el a trónt Lipót szász–coburg–gothai herceg, aki a belgák királya (hollandul: Koning der Belgen, franciául: Roi des Belges, németül: König der Belgier) címet vette fel.
Ezt a címet több okból is tanácsos volt felvennie az uralkodónak. Egyrészt a belga néphez kötődik ezzel a kifejezéssel az uralkodó személye, míg a Belgium királya esetén az államhoz, a területhez kapcsolható a monarcha személye. Ez utóbbi a francia forradalom előtti abszolút uralkodók jellemzője volt, amelyet a nemzeti ébredés korszaka végleg eltörölt. Másrészt történelmi okok is magyarázzák ennek a címnek a használatát. A háromnyelvű ország ugyanis 1830 előtt Németalföld területéhez tartozott. A korábbi holland uralkodó a latin Rex Belgium címet vette fel, amely Belgium királyának feleltethető meg. A belga szeparatisták ezért a belgák királya címet támogatták, amely más volt, mint a holland időkben már kisajátított cím.
Belgium trónján a Szász–Coburg–Gothai-ház tagjai uralkodnak, azonban az első világháború után, 1920-ban a család úgy döntött, hogy a népszerűtlen németes hangzású nevet leváltják, és a háromféle nyelvnek megfelelően felveszik a de Belgique, van België vagy von Belgien nevet. Ez a változtatás mégsem vált be teljesen, ugyanis a belga uralkodóházat leggyakrabban mind a mai napig eredeti német nevükön emlegetik.
A ma is létező monarchiáktól eltérően Belgium uralkodói nem automatikusan, elődjük halálakor válnak az ország uralkodójává, hanem akkor, amikor leteszik alkotmányos esküjüket. Ezért néhány hetes "interregnum" áll be uralkodóváltáskor.
A jelenlegi belga uralkodó I. Fülöp.

## Az első belga király trónra lépése
1830. november 22-én a Belga Nemzetgyűlés az alkotmányos monarchiát jelölte meg a frissiben függetlenné vált Belgium államformájaként, 174 igen szavazattal 13 ellenében. 1831 februárjában Lajos nemours-i herceget, Lajos Fülöp francia király fiát jelölték a trónra, de az európai nagyhatalmak nyomására Lajos Fülöpé kénytelen volt fia nevében visszautasítani az ajánlatot. 1831. február 25-én a nemzetgyűlés Erasme-Louis-t, Surlet de Chokier báróját nevezte ki Belgium régensévé, aki a független belga állam első államfője volt.  Június 4-én a nemzetgyűlés Lipót Szász–Coburg–Gothai herceget nevezte ki a belgák királyának és 1831. július 21-én letette alkotmányos esküjét.

## A belgák királya

### Szász–Coburg–Gothai-házból
width="85%" 

| Uralkodó Uralkodási ideje                         | Uralkodási évei         | Portré | Született Felmenői | Házassága                                                   | Elhunyt                                                 |
| ------------------------------------------------- | ----------------------- | ------ | --- | ----------------------------------------------------------- | ------------------------------------------------------- |
| I. Lipót 1831. július 21. – 1865. december 10.    | 34 év, 4 hónap, 19 nap  |        | 1790. december 16. Coburg, Szász–Coburg–SaalfeldFerenc szász–coburg–saalfeldi herceg és Reuss–Ebersdorfi Auguszta grófnő fia                | Louise Marie d’Orléans ∞ 1832. augusztus 9. (4 gyermek)     | 1865. december 10. Laeken, Belgium (74 évesen)          |
| II. Lipót 1865. december 17. – 1909. december 17. | 44 év                   |        | 1790. december 16. Brüsszel, BelgiumI. Lipót belga király és Louise Marie d’Orléans királyné fia                                            | Ausztriai Mária Henrietta ∞ 1853. augusztus 22. (4 gyermek) | 1909. december 17. Laeken, Belgium (74 évesen)          |
| I. Albert 1909. december 23. – 1934. február 17.  | 24 év, 1 hónap, 25 nap  |        | 1875. április 8. Brüsszel, BelgiumII. Lipót belga király unokaöccse, Fülöp, Flandria grófja és Mária hohenzollern–sigmaringeni hercegnő fia | Bajorországi Erzsébet ∞ 1900. október 2. (3 gyermek)        | 1934. február 17. Marche-les-Dames, Belgium (58 évesen) |
| III. Lipót 1934. február 23. – 1951. július 16.   | 17 év, 4 hónap, 23 nap  |        | 1901. november 3. Brüsszel, BelgiumI. Albert belga király és Bajorországi Erzsébet királyné fia                                             | Svédországi Asztrid ∞ 1926. november 4. (3 gyermek)         | 1983. szeptember 25. Woluwe-Saint-Lambert (81 évesen)   |
| Baldvin 1951. július 17. – 1993. július 31.       | 42 év, 14 nap           |        | 1930. szeptember 7. Laeken, BelgiumIII. Lipót belga király és Svédországi Asztrid királyné fia                                              | Doña Fabiola de Mora ∞ 1960. december 15. (nem születtek)   | 1993. július 31. Motril, Spanyolország (62 évesen)      |
| II. Albert 1993. augusztus 9. – 2013. július 21.  | 19 év, 11 hónap, 12 nap |        | 1934. június 6. Laeken, BelgiumBaldvin testvére, III. Lipót belga király és Svédországi Asztrid királyné fia                                | Paola Ruffo di Calabria ∞ 1959. július 2. (3 gyermek)       | (90 éves)                                               |
| Fülöp 2013. július 21. –                          | hivatalban              |        | 1960. április 15. Laeken, BelgiumII. Albert belga király és Donna Paola Ruffo di Calabria királyné fia                                      | Mathilde d’Udekem d’Acoz ∞ 1999. december 4. (4 gyermek)    | (64 éves)                                               |